# Ludwika Maria de La Grange d’Arquien
Maria Ludwika d’Arquien de la Grange (ur. 28 czerwca 1638, zm. 11 listopada 1728 w Paryżu) – córka markiza Henryka Alberta de la Grange d’Arquien i Franciszki de la Châtre, siostra królowej polskiej Marii Kazimiery d’Arquien.

## Życiorys
W młodości przebywała na dworze francuskiej królowej Marii Teresy, gdzie należała do orszaku królewskiego. W maju 1668 uczestniczyła w Paryżu w chrzcinach swego siostrzeńca Jakuba Ludwika Sobieskiego. 11 grudnia tego roku poślubiła hrabiego Franciszka Gastona de Béthune, przyszłego posła francuskiego. Małżeństwo należało do udanych i wkrótce urodziło się czworo dzieci:
- Ludwik, który zginął w bitwie pod Höchstädt an der Donau,
- Ludwik Maria,
- Maria Katarzyna, żona marszałka wielkiego litewskiego Stanisława Kazimierza Radziwiłła, a po jego śmierci Aleksandra Pawła Sapiehy,
- Joanna, żona wojewody ruskiego Jana Stanisława Jabłonowskiego.

Małżonkowie zamieszkali w Pałacu Kazimierzowskim w Warszawie, gdzie mąż Ludwiki przebywał w charakterze ambasadora.
Maria Ludwika aktywnie uczestniczyła w życiu dworu, między innymi towarzysząc siostrze w podróżach. Po odwołaniu markiza de Béthune z Polski i jego wyjeździe do Sztokholmu Ludwika została zmuszona do opuszczenia Warszawy. Dzięki interwencji siostry markizie de Béthune udało się dłużej zostać na dworze Sobieskich, ostatecznie jednak powróciła do Francji. Po owdowieniu w październiku 1692 król francuski Ludwik XIV za wstawiennictwem królowej Marysieńki podniósł Ludwice pensję.